# Puente Mindaugas
El Puente Mindaugas (en lituano: Mindaugo tiltas) es una estructura que cruza el río Neris y conecta Zirmunai elderate con el casco antiguo de Vilna, la capital de Lituania. El puente lleva el nombre de Mindaugas, un rey de Lituania, y fue inaugurado en 2003 durante las celebraciones del 750 aniversario de la coronación de Mindaugas. El puente posee de 101 metros (331 pies) de largo y 19,7 metros (65 pies) de ancho.